# Bajczi Zoltán
Bajczi Zoltán (Budapest, 1965. augusztus 22. –) nemzetközi szakközgazdász, adótanácsadó, adószakértő, a MiZo Rt. társalapítója.

## Pályafutása
1986-ban a Külkereskedelmi Főiskolán (ma: Budapesti Gazdasági Főiskola Külkereskedelmi Kar) áruforgalmi szakán spanyol-angol nyelvű külkereskedő, 1989-ben a Marx Károly Közgazdaságtudományi Egyetem (ma: Corvinus Egyetem) nemzetközi szakán nemzetközi szakközgazdász diplomát szerzett. 1986-90 között a Technoimpex Rt. üzletkötőjeként dolgozott. 1990-ben adótanácsadói, 1992-ben adószakértői szakvizsgát tett. 1989 óta a magánszektorban dolgozik tanácsadóként és vezetőként.
1992–1996 között a Danubius Hotels Rt. igazgatósági tagja, 1992-1994 között a Novapapír Rt. igazgatósági tagja, 1994–2000 között a MiZo Rt. igazgatósági tagja, 1988–2002 között a MEHIB Magyar Exporthitelbiztosító Rt. felügyelő bizottsági tagja volt.
Az 1990-es önkormányzati választáson egyéni jelöltként, Fidesz-támogatással képviselői mandátumot szerzett Budapest I. kerületében.
1999 óta tagja a National Geographic (Washington, USA) Society-nek.
2008 végéig a sajtóban egyetlen fényképe sem jelent meg.